# Naturschutzgebiet Unterste Langewieser Seite
Das Naturschutzgebiet Unterste Langewieser Seite mit einer Größe von 3,8 ha liegt westlich von Langewiese im Stadtgebiet von Schmallenberg. Das Gebiet wurde 2008 mit dem Landschaftsplan Schmallenberg Südost durch den Hochsauerlandkreis als Naturschutzgebiet (NSG) ausgewiesen.

## Gebietsbeschreibung
Beim NSG handelt es sich um den nordexponierten Hang zur Lenne. Der Hang geht von 740 m auf 540 m Höhe herab. Beim Wald handelt es sich großteils um einen Schatthangwald. Neben anderen Laubhölzern wachsen hier Rotbuche und Rotfichten. Im NSG kommen seltene Tier- und Pflanzenarten vor.

## Pflanzenarten im NSG
Im NSG kommen seltene Tier- und Pflanzenarten vor. Im Schatthangwald gibt es größere Bestände des Ausdauernden Silberblatts. Auswahl weiterer vom Landesamt für Natur, Umwelt und Verbraucherschutz Nordrhein-Westfalen dokumentierter Pflanzenarten: Bitteres Schaumkraut, Blauer Eisenhut, Buchenfarn, Bärlauch, Echtes Springkraut, Eichenfarn, Frauenfarn, Fuchssches Greiskraut, Gegenblättriges Milzkraut, Großer Dornfarn, Hain-Sternmiere, Heidelbeere, Quirl-Weißwurz, Wald-Bingelkraut, Weiße Hainsimse und Winkel-Segge.

## Schutzzweck
Das NSG soll die Waldgebiete mit Arteninventar schützen.
Wie bei allen Naturschutzgebieten in Deutschland wurde in der Schutzausweisung darauf hingewiesen, dass das Gebiet „wegen der Seltenheit, besonderen Eigenart und Schönheit des Gebietes“ zum Naturschutzgebiet wurde.